# James Cochrane

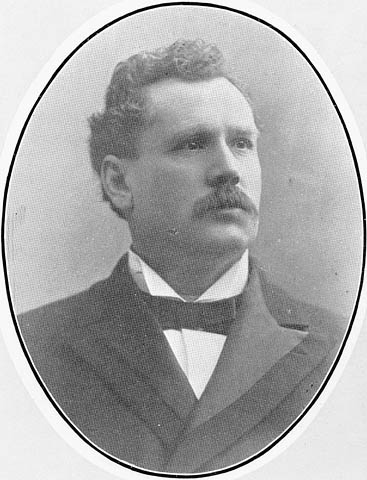
James Cochrane

James Cochrane (* 15. September 1852 in Kincardine, Schottland; † 28. Mai 1905 in Montreal) war ein kanadischer Politiker und Generalunternehmer. Von 1902 bis 1904 war er Bürgermeister der Stadt Montreal.

## Biografie
Cochrane wanderte in seiner Kindheit mit seiner Familie nach Kanada aus, die sich in Montreal niederließ. Nach seiner Schulzeit arbeitete er zunächst als Telegrafist bei Compagnie de télégraphe de Montréal und machte sich später als Bauunternehmer selbständig. Unter anderem war er am Bau der Intercolonial Railway und einer Telegrafenleitung am Lake Superior beteiligt. Cochrane diente auch in der kanadischen Miliz und kam 1885 bei der Niederschlagung der Nordwest-Rebellion zum Einsatz. Zurück in Montreal, gründete er eine Asphaltfabrik und eine Ziegelei. Außerdem war er Direktor einer Bahngesellschaft, einer Reederei und einer Versicherung, ebenso war er karitativ in verschiedenen Institutionen des Gesundheitswesens tätig.
Bei der Unterhauswahl 1891 kandidierte Cochrane für die Liberale Partei im Wahlkreis Montreal West, unterlag aber Donald Smith deutlich. Als Kandidat der Parti libéral du Québec trat er 1900 mit Erfolg zur Wahl der Legislativversammlung von Québec an. Vier Jahre später gelang ihm die Wiederwahl. Cochrane engagierte sich auch an der Kommunalpolitik und wurde 1900 in den Montrealer Stadtrat gewählt. 1902 setzte er sich bei der Bürgermeisterwahl gegen Richard Wilson-Smith durch. Während seiner zweijährigen Amtszeit musste er sich mit dem ersten Streik im öffentlichen Dienst der Stadt auseinandersetzten, als im Februar 1903 die Straßenbahnfahrer höhere Löhne und die Anerkennung von Gewerkschaften forderten. Da der Streik einen wichtigen Teil der Infrastruktur darstellte, musste Cochrane den Forderungen nachgeben. 1904 verzichtete er auf eine Wiederwahl.